# Francesca Vanini-Boschi
Pour les articles homonymes, voir Vanini (homonymie) et Boschi.
 (novembre 2023).
Francesca Vanini-Boschi, morte en 1744, est une contralto italienne du XVIIIe siècle, une des plus célèbres artistes lyriques de son temps. On se souvient surtout d'elle pour son association avec le compositeur Georg Friedrich Händel, pour qui elle a chanté en Italie et à Londres.

## Biographie
Vanini est née à Bologne où elle étudie avec Antonio Desiderati avant de débuter sur scène aux alentours de 1695. Elle rencontre rapidement le succès et, sans abandonner la cour de Mantoue, au service de laquelle elle est entrée, elle chante à Lucques, Livourne, Naples et exige des cachets élevés. 
Elle interprète Orphée dans Apollo geloso de Giacomo Antonio Perti dans sa ville natale en 1698, puis, en 1700, Le Due Auguste d'Aldrovandini, accompagnée du castrat Nicolino et de la Scarabelli. Toujours en 1700, sa présence est attestée à Florence pour une reprise de Massimo Puppieno d'A. Scarlatti, dans le rôle de Sulpizia. Elle paraît la même année dans L'Eratrea de Sabadini et Alessandro Scarlatti, avec Margherita Salicola et De Grandis.
A Venise, elle a également chanté dans une douzaine d'opéras, dont ceux d'Alessandro Scarlatti et Giovanni Bononcini, entre 1706 et 1709. 
Elle chantait fréquemment aux côtés de son mari, la basse Giuseppe Maria Boschi qu'elle épouse en 1798. 
En 1710-11, le couple est à Londres et elle participe à la création de l'opéra de Haendel, Rinaldo, dans le rôle de Goffredo. 
Ses deux rôles haendéliens furent ceux d'Othon dans Agrippine et de Goffredo dans Rinaldo qui est son dernier rôle connu. Après Rinaldo, sa voix a commencé à décliner, mais plus tôt Giuseppe Felice Tosi l'avait louée pour sa capacité à introduire « les Grâces sans transgresser le Temps ». 
Ses qualités et son intelligence scénique et musicale lui valent le surnom de « Salomon de la musique », ou plutôt « la Salomona ».
Elle meurt à Venise en 1744.